# 自由布尔代数
在数学分支抽象代数中，自由布尔代数是布尔代数 <B,F>，使得集合 B (叫做“载体”)有其中元素叫做生成元的子集。生成元满足下列性质:
- 不是生成元的每个 B 的元素都可被表达为生成元的使用 F 的元素的有限组合，F 是运算的集合；
- 生成元尽可能的独立，因为对从生成元使用 F 中运算形成的有限项成立的任何等式，也要对于所有可能的布尔代数的所有元素成立。

## 例子
自由布尔代数的生成元可以代表独立命题。例如，我们可以考虑两个命题 "John 高" 和 "Mary 富"。这生成了有四个原子的自由布尔代数，它们就是
1. John 高且 Mary 富
2. John 高且 Mary 不富
3. John 不高且 Mary 富
4. John 不高且 Mary 不富

布尔代数的其他元素接着是这些原子的逻辑析取，比如 "John 高且 Mary 不富，或者 John 不高且 Mary 富"。除此之外还有一个元素 FALSE，它不是原子的析取(尽管它可以被认为是空析取；就是说没有原子的析取)。
这个例子产生了有 16 个元素的布尔代数；一般的说，对于有限的 n，有 n 个生成元的自由布尔代数有 2n 个原子，因此有 {\displaystyle 2^{2^{n}}} 个元素。
对于无限多个生成元，情况是非常相似的，除了没有原子之外。布尔代数的所有元素都是有限多个生成命题的组合；两个这种元素被认为是相同的如果它们是逻辑等价的。

## 范畴论定义
更加正式的使用范畴论的概念，在生成元集合 S 上自由布尔代数是一个有序对 (π,B)，这里有 
1. π: S → B 是映射，
2. B 是布尔代数，

并且关于这个性质是通用的。这意味着对于任何布尔代数 B1 和映射 π1: S → B1，有一个唯一的同态 f: B → B1 使得 
{\displaystyle \pi _{1}=f\circ \pi .}
这个泛性质也可以公式化为叫做逗号范畴的初始性质。
“唯一”（在同构的意義下）是从这个泛性质立即得出的性质。注意映射 π 可以被证明是单射的。所以任何自由布尔代数 B 都这样的性质，有一个 B 的子集 S，叫做 B 的生成元集合，使得从 S 到布尔代数 B1 的任何映射唯一的扩展为从 B 到 B1 的同态。

## 拓扑实现
有κ个生成元的自由布尔代数，这里的κ是有限或无限的基数，可以被实现为 {0,1}κ的闭开的子集的搜集，给定乘积拓扑假定 {0,1} 有离散拓扑。对于每个α<κ，第α个生成元是其第α个坐标是 1 的 {0,1}κ的所有元素的集合。特别是，有 {\displaystyle \aleph _{0}} 个生成元的自由布尔代数是康托尔空间的所有闭开子集的搜集。另人惊奇的，这个搜集是可数的。事实上，尽管有有限 n 个生成元的布尔代数，n 有势 {\displaystyle 2^{2^{n}}}，带有 {\displaystyle \aleph _{0}} 个生成元的自由布尔代数有势 {\displaystyle \aleph _{0}}。
自由布尔代数的拓扑方式详情请参见Stone布尔代数表示定理。

## 引用
- Paul Halmos and Steven Givant (1998) Logic as Algebra. Mathematical Association of America.
- Saunders Mac Lane (1999) Algebra, 3d. ed. American Mathematical Society. ISBN 0-821-81646-2.
- Stoll, R. R., 1963. Set Theory and Logic, chpt. 6.7. Dover reprint 1979.